# جسر كابيلانو (إدمونتون)
جسر كابيلانو (إدمونتون) (بالإنجليزية: Capilano Bridge (Edmonton))‏ هو جسر يمتد على نهر نورث ساسكاتشوان في إدمونتون مدينة ألبرتا في كندا. تم بناؤه في عام 1969 وسمي على اسم حي كابيلانو.
يربط جسر كابيلانو مجتمعات كابيلانو / فورست هايتس على الطرف الجنوبي بفيرجينيا بارك / هايلاندز في الطرف الشمالي.
أٌغلق رصيف الجسر في يونيو 2021 وظل لمدة شهرين تقريبًا للصيانة.
تم إغلاق المسار الجنوبي الغربي الواقع غرب جسر كابيلانو على الجانب الجنوبي من النهر منذ يناير 2020 بعد انهيار جزء من ممر للمشي. بعد الإغلاق تم تقديم مشروع للإصلاح والتجديد من قبل مدينة إدمونتون.

## أنظر أيضا
- قائمة الجسور في كندا